# Tony Bertrand
Pour les articles homonymes, voir Bertrand.
Tony Bertrand (né Antonin Bertrand) le 31 août 1912 à Lyon (3e arrondissement) et mort le 29 juin 2018 à Lyon à 105 ans, est un athlète, dirigeant sportif et homme politique français. Il a occupé des fonctions nationales et internationales ainsi que d'importants mandats locaux dans la région lyonnaise. Il est appelé Tonin jusqu'aux années de guerre puis Tony.

## Biographie
Tony Bertrand commence sa carrière sportive en 1921, à l'âge de neuf ans, au patronage de l'église Saint-Louis de la Guillotière, l'« Edelweiss », où il pratique les échasses, le basket-ball, le chant choral et le théâtre.
Ouvrier lithographe, il poursuit sa carrière sportive au Lyon olympique universitaire (LOU) où il pratique le basket-ball l'hiver et l'athlétisme l'été. Athlète polyvalent, il est vainqueur — en 1937 à Paris, en 1938 à Blois et en 1939 à Grenoble — du  championnat olympique de la Fédération gymnastique et sportive des patronages de France (FGSPF), concours complet de neuf épreuves comportant poids et haltères, course, saut, lancer et imposés gymniques.
Il épouse Élise Mousset basketteuse des Lucioles le 21 octobre 1939 et le couple a trois enfants : Liliane en 1940, Jocelyne en 1945 et Yves en 1954. Membre du réseau « Sport libre » pendant l’Occupation, il participe à l'entraînement de l'équipe de France d'athlétisme regroupée à Lyon par son aîné Tola Vologe avec lequel il organise un meeting national au stade des Iris le 23 mai 1944. En février 1944, il passe le brevet d'instructeur de ski à l'École nationale des sports de montagne (ENSM) puis suit une formation d’entraîneur de préparation militaire et de gymnastique au Fort carré d'Antibes puis à l'école de Joinville qui l'amène à des responsabilités sportives nationales. Celles-ci induisent ensuite ses engagements d'élu local et régional.
En 2017, il est avec Robert Marchand l'un des sportifs français centenaires encore vivants. Il meurt à Lyon le 29 juin 2018.

## Mandats municipaux et départementaux
Nommé inspecteur de la jeunesse et des sports, sa rencontre avec Louis Pradel au début des années 1950 conditionne la suite de sa carrière. Élu au conseil municipal de Lyon, il y est adjoint aux sports à compter du 16 mars 1959 pendant vingt ans et lance de nombreux championnats en parallèle des compétitions universitaires ou de celles de la Fédération française d'athlétisme (FFA), comme le « Grand prix des jeunes ». Il crée l'Office municipal des sports (OMS) qu'il préside de 1959 à 1977. Élu conseiller général du 12e canton du Rhône en 1959, il est vice-président du conseil départemental du Rhône de 1967 à 1979. 
À ce double titre, il inaugure le palais des sports de Lyon le 5 octobre 1962 et insuffle ensuite d'autres innovations dont la piste de ski artificielle de La Sarra en 1964, les patinoires Charlemagne et Baraban en 1969, les piscines de Vaise et du Rhône.
Nommé président d'honneur du comité des sports en 1966, il coordonne la préparation et le dossier de candidature de Lyon pour les Jeux Olympiques de 1968 qu'il présente avec Louis Pradel le 26 juillet 1963 à la 60e session du Comité international olympique de Baden-Baden.

## Responsabilités nationales
Son passage à Joinville et sa proximité avec l'équipe de France regroupée à Lyon pendant l'Occupation — ce qui ne l'empêche pas de rendre service à la Résistance — le désignent comme entraîneur national d’athlétisme pour les Jeux olympiques de Londres en 1948. Il est reconduit pour ceux d'Helsinki en 1952 et de Melbourne en 1956. Nommé directeur de l'ENSM et inspecteur de la jeunesse et des sports, il contribue ensuite à la mise en place des conseillers techniques régionaux (CTR).

## Responsabilités internationales
Homme de confiance de Maurice Herzog, il assure l'organisation technique des Jeux méditerranéens de 1959 puis celle des jeux de l'Amitié d'Abidjan en 1961 et de Dakar en 1963, avant d'être chargé de la préparation des 2e Jeux du Pacifique sud à Nouméa en 1966.

## Ouvrage
- Si j’ai bonne mémoire, Villeurbanne, Presses de l’imprimerie du bâtiment, 1994, 102 p. (BNF 36683492, ASIN B000X6Y7YQ)

## Distinctions
- chevalier de la Légion d’honneur[14] le 4 avril 1970 ;
- officier en 1988[15] ;
- chevalier de l’ordre du Mérite dont la médaille lui est remise le 28 octobre 1967 ;
- commandeur des Palmes académiques le 11 août 1956 ;
- médaille d'or de la jeunesse et des sports ; en 2017 il est le doyen des médaillés (65 ans)[7] ;
- commandeur de l'ordre du Mérite ivoirien.

## Hommages
Tony Bertrand est proclamé « Grand serviteur du sport français » par l’Académie nationale olympique française (ANOF) le 3 août 2009.
Pour célébrer son centenaire, en 2012, le conseil général du Rhône — dont il a été l'un des vice-présidents de 1967 à 1979 — décide de donner son nom à la tribune du stade de Parilly.
Le 12 novembre 2012 il reçoit la médaille de la « Société des membres de la Légion d'honneur » (SMLH) des mains de Mme Lucette Lacouture.
Le 23 septembre 2015, en sa présence, son nom est donné au centre nautique inauguré par Gérard Collomb.